# Список эпизодов телесериала «Следствие по телу»
Список серий медицинско-драматического сериала «Следствие по телу» с Даной Дилейни в главной роли.
Сериал рассказывает об одном из лучших нейрохирургов Меган Хант, которая после автомобильной аварии больше не может заниматься работой, но Меган не сдалась и стала судмедэкспертом. В работе Меган часто использует неординарные методы, чем приводит в недовольство детективов полиции и своё руководство.
У каждой серии свой сюжет, целиком укладывающийся в её временные рамки, за исключением некоторых сквозных сюжетных линий в личной жизни героев сериала.

## Обзор сезонов
| Сезон | Сезон | Эпизоды | Оригинальная дата выхода | Оригинальная дата выхода | Рейтинг Нильсена | Рейтинг Нильсена   |
| Сезон | Сезон | Эпизоды | Премьера сезона          | Финал сезона             | Ранк             | Зрители (миллионы) |
| ----- | ----- | ------- | ------------------------ | ------------------------ | ---------------- | ------------------ |
|       | 1     | 9       | 29 марта 2011            | 17 мая 2011              | 13               | 13,35              |
|       | 2     | 20      | 20 сентября 2011         | 10 апреля 2012           | 44               | 9,89               |
|       | 3     | 13      | 19 февраля 2013          | 28 мая 2013              | 34               | 10,38              |

## Список серий

### Сезон 1 (2011)
| № общий | № в сезоне | Название                              | Режиссёр          | Автор сценария                 | Дата премьеры  | Произв. код | Зрители в США (млн) |
| --- | ---------- | ------------------------------------- | ----------------- | ------------------------------ | -------------- | ----------- | ------------------- |
| 1 | 1          | «Первая серия» «Pilot»                | Нельсон МакКормик | Кристофер Мёрфи                | 29 марта 2011  | 101         | 13,94               |
| Спустя 4 года после того, как ужасная автокатастрофа пустила под откос её карьеру, нейрохирург Меган Хант нашла себе новое занятие в офисе Филадельфийского центра медицинской экспертизы. Она разведена и больше не является частью жизни собственной дочери. Но в своей новой роли она позволяет телу, которое она обследует, рассказать всё о том, как умер человек, что вызывает раздражение у полицейских, с которыми она работает. Ей постоянно указывают на границы её полномочий — её напарник, следователь Питер Данлоп, бывший полицейский. Её босс, доктор Кейт Мёрфи, пробует сделать Хант мягче, восхищаясь методами её работы и тем фактом, что она получает результаты. |            |                                       |                   |                                |                |             |                     |
| 2 | 2          | «Отпустить» «Letting Go»              | Нельсон МакКормик | Кристофер Мёрфи и Мэттью Гросс | 3 апреля 2011  | 102         | 8,49                |
| Молодой человек и девушка найдены застреленными в своей машине в парке. Меган Хант обещает родителям, что убийца их дочери будет найден. Детективы Бад Моррис и Саманта Бейкер готовы спустить это дело на тормозах или вовсе отнести его к разряду самоубийств, однако Меган обнаруживает шокирующие обстоятельства смерти, тем самым направляя расследование в совершенно другое русло. |            |                                       |                   |                                |                |             |                     |
| 3 | 3          | «Рука помощи» «Helping Hand»          | Джон Терлески     | Кори Д. Миллер                 | 5 апреля 2011  | 107         | 11,15               |
| Молодая ухоженная женщина Элена Росас найдена застреленной в номере дешёвого мотеля. Внешний вид погибшей никак не вяжется с местом обнаружения её тела. Кроме того, Меган вспоминает, что несколько лет назад она оперировала Элену. Отец девушки говорит доктору Хант, что вдохновившись её примером, Элена стала социальным работником. Меган обещает сделать всё возможное, чтобы убийца был найден. |            |                                       |                   |                                |                |             |                     |
| 4 | 4          | «Говорящие головы» «Talking Heads»    | Кристин Мур       | Дайан Адему-Джон               | 12 апреля 2011 | 106         | 11,06               |
| Найдены мужские кисть руки и стопа. Меган приходится воссоздать всю картину жизни покойного. Дочь Меган, Лейси, получает разрешение матери снять видео об её работе для школьного урока социологии. |            |                                       |                   |                                |                |             |                     |
| 5 | 5          | «Ходячий труп» «Dead Man Walking»     | Мэттью Гросс      | Кристофер Мёрфи                | 19 апреля 2011 | 110         | 11,37               |
| Недалеко от торгового центра найдено тело бухгалтера Теда Харбисона. По горячим следам удаётся задержать предполагаемого преступника — чернокожего Карла Эндерса. У Карла богатое криминальное прошлое, но он уверяет, что не причинял вреда мужчине. Это же подтверждает Меган: вскрытие показывает, что Теда недавно прооперировали, и скончался он внутреннего кровотечения. Чтобы найти хирурга-убийцу, доктор Хант отправляется в больницу, где когда-то работала. Между тем Итан пытается установить причину смерти молодой красивой женщины, чтобы спасти её сестру-близнеца.                                                                                                   |            |                                       |                   |                                |                |             |                     |
| 6 | 6          | «Светская жизнь» «Society Hill»       | Кейт Вудс         | Мэттью В. Льюис                | 26 апреля 2011 | 105         | 11,86               |
| В бассейне собственного особняка найдена мёртвой редактор глянцевого журнала Дафна Зиммер. Чтобы приблизиться к поимке убийцы, Меган Хант приходится при помощи своей матери снова войти в высшее общество, к которому она когда-то принадлежала. |            |                                       |                   |                                |                |             |                     |
| 7 | 7          | «Дела семейные» «All in the Family»   | Джон Полсон       | Саманта Хамфри                 | 3 мая 2011     | 106         | 10,23               |
| В тихом пригороде найден заколотый мужчина. Распутывая загадку этого убийства, Меган вспоминает, как она узнала о смерти своего собственного отца. Доктор Кейт Мерфи консультируется с бывшим мужем Меган — адвокатом Тоддом Флемингом. |            |                                       |                   |                                |                |             |                     |
| 8 | 8          | «Похороненные тайны» «Buried Secrets» | Дэвид Платт       | Кристофер Мёрфи и Сунил Наяр   | 10 мая 2011    | 103         | 10,11               |
| Убит следователь убойного отдела Филадельфии. Для Меган Хант и её команды поиски преступника становятся делом чести. Ей приходится обратиться за помощью в расследовании к своей матери — судье Джоан Хант, с которой у неё не самые простые отношения. |            |                                       |                   |                                |                |             |                     |
| 9 | 9          | «Разбитая семья» «Broken Home»        | Нельсон МакКормик | Эндрю Деттманн                 | 17 мая 2011    | 108         | 10,33               |
| Никого, кроме доктора Хант, не настораживает смерть 22-летней светской львицы Ники Парксон, страдающей тяжёлым наследственным заболеванием. Мать и брат покойной очень недовольны тем, что Меган приостанавливает похороны, решив докопаться до истины. Странгуляционная борозда не оставляет сомнений, что Ники повесилась. Или кто-то имитировал самоубийство девушки. Но какой смысл убивать и так умирающего человека? |            |                                       |                   |                                |                |             |                     |

### Сезон 2 (2011—2012)
| № общий | № в сезоне | Название                                        | Режиссёр          | Автор сценария                   | Дата премьеры    | Произв. код | Зрители в США (млн) |
| --- | ---------- | ----------------------------------------------- | ----------------- | -------------------------------- | ---------------- | ----------- | ------------------- |
| 10 | 1          | «Возлюби соседа своего» «Love Thy Neighbor»     | Кристин Мур       | Кори Д. Миллер                   | 20 сентября 2011 | 201         | 9,65                |
| Автомобиль выходит из-под контроля и убивает мужчину, сидящего за рулём. В ходе расследования Меган понимает, что не всё так просто, и тихий пригород и его обитатели, где жил погибший, совсем не так хорош, как кажется на первый взгляд. |            |                                                 |                   |                                  |                  |             |                     |
| 11 | 2          | «Выезд на охоту» «Hunting Party»                | Пол Холахан       | Кристофер Мёрфи                  | 27 сентября 2011 | 202         | 9,19                |
| Во время семейного развлечения — охоты на оленей — от выстрела в шею погибает Джулия Лоуб, новая жена известного магната Мартина Лоуба. Меган уверена, что это — замаскированное под несчастный случай убийство. К тому же на шее мужа жертвы она видит подозрительную царапину. Доктор Хант открыто предъявляет обвинения Лоубу, имеющему связи в мэрии, и её отстраняют от работы, после чего Кейт поручает ей новое дело. Меган устанавливает, что эти дела связаны… |            |                                                 |                   |                                  |                  |             |                     |
| 12 | 3          | «Похищение» «Missing»                           | Эрик Ланёвилль    | Мэттью В. Льюис                  | 4 октября 2011   | 112         | 9,95                |
| Молодая няня Хелен погибает под колёсами автомобиля, пытаясь предотвратить похищение шестилетнего Ноя. На месте преступления остался ингалятор, а это значит, что у следствия совсем мало времени на спасение ребёнка. К расследованию приступает агент ФБР Дерек Эймс, который сразу же начинает оказывать знаки внимания Меган. Детективам быстро удается установить личность похитителя — наркоторговца Джейсона Питерсона, однако во время допроса Бада Морриса преступник умирает. Теперь Меган предстоит не только найти мальчика, но и доказать, что её коллега не превышал своих служебных полномочий, и смерть Питерсона наступила от естественных причин. |            |                                                 |                   |                                  |                  |             |                     |
| 13 | 4          | «Восставший из мёртвых» «Lazarus Man»           | Стивен Крегг      | Эндрю Деттманн                   | 11 октября 2011  | 203         | 9,00                |
| При осмотре тела Алекса Гранта, предположительно скончавшегося от передозировки наркотиков, Итан обнаруживает входное пулевое отверстие. Но вскоре выясняется, что Алекс… ожил! Грант сообщает, что в него стрелял его сосед по комнате Пол Крофорд. Приехавшие задержать предполагаемого убийцу детективы обнаруживают Пола застреленным. Меган, Питеру, Баду, Саманте Алекс предстоит нелёгкая задача: выяснить, что же связывало наркомана Гранта и карьериста Крофорда. |            |                                                 |                   |                                  |                  |             |                     |
| 14 | 5          | «Очаг возгорания» «Point of Origin»             | Нэйтан Хоуп       | Брайан О                         | 18 октября 2011  | 109         | 9,50                |
| Питер Данлоп ещё до приезда пожарных вытаскивает из горящего дома женщину по имени Джена Эплби. Однако ему удается спасти не всех. Приехавшие на место происшествия следователь Рэй Истон и его молодой напарник Скип обнаруживают на пепелище труп мужа Джены — Майка. С первых же минут совместной работы у Меган происходит конфликт с Рэем. Доктор Хант устанавливает, что погибший мужчина — не Майк Эплби, и умер он не от отравления угарным газом. |            |                                                 |                   |                                  |                  |             |                     |
| 15 | 6          | «Второй шанс» «Second Chances»                  | Пол Холахан       | Кристофер Мёрфи                  | 18 октября 2011  | 111         | 9,43                |
| В лесу найдено тело неизвестной молодой женщины. У погибшей сломана нога, но нет явно выраженной смертельной травмы. На кармане её куртки обнаружен кровавый отпечаток руки, принадлежащий Зои Бранд, отбывающей срок в тюрьме. Зои называет имя жертвы — Брин Вокер, но отрицает причастность к преступлению. Брин практиковала реабилитацию заключённых с помощью иппотерапии, и сама была чемпионкой по конному спорту. Однако Меган приходит к выводу, что смерть Брин наступила именно в результате падения с лошади. |            |                                                 |                   |                                  |                  |             |                     |
| 16 | 7          | «Резкие удары» «Hard Knocks»                    | Кристин Мур       | Сунил Наяр                       | 1 ноября 2011    | 113         | 9,90                |
| На окраине города, где проходила рейв-вечеринка, найдено тело 17-летнего Джейка Брэйди. Перед смертью Джейк звонил в 911, но толком ничего не успел сказать. На теле молодого человека обнаружены гематомы, а в крови — смесь из таблеток и алкоголя. Налицо очевидная передозировка. Однако Меган устанавливает, что смерть парня наступила за четыре часа до обращения в службу спасения. А это значит, что кто-то может пролить свет на гибель Джейка… Отношения Меган и Дерека Эймса стремительно развиваются. Лейси начинает чувствовать свою ненужность и хочет переехать вместе с отцом в Калифорнию.                                                        |            |                                                 |                   |                                  |                  |             |                     |
| 17 | 8          | «Любовь кусается» «Love Bites»                  | Кристин Мур       | Саманта Хамфри                   | 15 ноября 2011   | 204         | 9,76                |
| Сотрудница фармацевтической компании найдена мёртвой в реке. Когда Меган Хант и группа полицейских начинают расследование, они не обнаруживают крови в теле жертвы. Им предстоит найти место, где произошло преступление, чтобы понять причину смерти. Выясняется, что у всех подозреваемых есть неограниченный доступ к ряду неизвестных лекарств… |            |                                                 |                   |                                  |                  |             |                     |
| 18 | 9          | «Макроскопическая анатомия» «Gross Anatomy»     | Эрик Ланёвилль    | Дайан Адему-Джон                 | 29 ноября 2011   | 205         | 9,49                |
| Во время занятий в морге медицинского института студентка Дора Мэйсон обнаруживает на столе вместо тела пожилого мужчины, погибшего в результате автомобильной аварии, тело молодой красивой девушки, умершей от удара тупым предметом. К делу привлекают Меган, которая выясняет, что погибшую знали местные ловеласы-студенты Шейн и Даг. К тому же преподаватель анатомии Кэмерон Фишер был неравнодушен к симпатичным двадцатилетним блондинкам… |            |                                                 |                   |                                  |                  |             |                     |
| 19 | 10         | «Несчастливый выигрыш» «Your Number's Up»       | Джон Путч         | Мэттью В. Льюис                  | 6 декабря 2011   | 206         | 7,23                |
| В скромной квартире, из окна которой кто-то выбросил пятьдесят тысяч долларов, найдено тело мужчины с ножевым ранением. Детективы устанавливают личность убитого — это обыкновенный работяга Уолтер Браун. От коллег по работе Уолта сыщики узнают, что недавно Браун выиграл в лотерею пятьдесят миллионов долларов… |            |                                                 |                   |                                  |                  |             |                     |
| 20 | 11         | «Падение по любви» «Falling for You»            | Кристин Мур       | Мэттью Гросс                     | 3 января 2012    | 208         | 7,05                |
| Красивая свадьба оборачивается трагедией: невеста Мелисса Вексмен падает с балкона. Осмотрев тело, Меган приходит к выводу, что девушка регулярно ложилась под нож пластического хирурга, к тому же она перенесла операцию по удалению щитовидной железы. Доктору Хант и детективам предстоит выяснить, послужили ли заниженная самооценка Мелиссы, её проблемы со здоровьем и предсвадебное волнение причиной столь страшного шага, или девушку убили. Под подозрение сразу попадают отец невесты, решительно настроенный против замужества дочери, её жених и бывший молодой человек…                                                                             |            |                                                 |                   |                                  |                  |             |                     |
| 21 | 12         | «Оттенки синего» «Shades of Blue»               | Кеннет Финк       | Лоуренс Каплоу                   | 10 января 2012   | 207         | 6,90                |
| Меган расследует дело о спецагенте, работавшем под прикрытием. Главным подозреваемым становится бывший напарник Питера. |            |                                                 |                   |                                  |                  |             |                     |
| 22 | 13         | «Сочувствие к дьяволу» «Sympathy for the Devil» | Кристин Мур       | Сунил Наяр                       | 17 января 2012   | 210         | 7,94                |
| Прошедший в городе дождь обнажает страшное преступление: на стройке в песке находят тело Хилари Стоун. Накануне она была освобождена прямо из зала суда, где мать Меган — судья Джоан Хант доказала её невиновность в убийстве своего пятилетнего сына. Многие, в том числе и известный криминальный репортёр Шейла Темпл, уверены, что Джоан отпустила убийцу. Меган берётся за расследование, которое очень осложняет ретивая Шейла, намеревающаяся похоронить карьеру Джоан и доказать пристрастность Меган. |            |                                                 |                   |                                  |                  |             |                     |
| 23 | 14         | «Хладнокровная» «Cold Blooded»                  | Нельсон МакКормик | Аллен МакДональд                 | 14 февраля 2012  | 209         | 6,26                |
| В холодильной камере итальянского ресторана обнаружено тело его 55-летнего владельца Джо Санеллы. Меган устанавливает, что Джо вначале оглушили, а потом буквально заморозили заживо. По кровавым отпечаткам ног детективы выходят на квартиру, в которой, прямо на их глазах, шурин Санеллы Генри — совладелец ресторана, смывает кровь со своих ботинок. В разговоре с Генри, отрицающим свою причастность к убийству, доктор Хант устанавливает, что у него начальная стадия болезни Альцгеймера. Это значит, что Генри может не помнить момент совершения преступления…                                                                                         |            |                                                 |                   |                                  |                  |             |                     |
| 24 | 15         | «Профессиональные риски» «Occupational Hazards» | Мэттью Гросс      | Кори Д. Миллер                   | 21 февраля 2012  | 211         | 6,64                |
| Таксист въезжает в припаркованную машину, при этом у него открывается багажник, в котором находится тело мужчины по имени Кайл Харрисон. Убитый был безработным архитектором, причём его жена об этом ничего не знала. Джоан и Лейси хотят зарегистрировать Меган на сайте знакомств и начинают переписку от её имени с незнакомым мужчиной… |            |                                                 |                   |                                  |                  |             |                     |
| 25 | 16         | «Вторжение в дом» «Home Invasion»               | Джон Терлески     | Эндрю Деттманн                   | 28 февраля 2012  | 212         | 6,83                |
| Парень по имени Грег Лакс, вернувшись домой, находит своего отца Майка убитым. Позже детективы обнаруживают мать Грега, которая также мертва. При осмотре тела матери мальчика, доктор Меган замечает, что её раны не совсем глубокие, по сравнению с мужем. Вскоре на теле женщины также обнаруживают ДНК брата Грега, которого зовут Аарон. |            |                                                 |                   |                                  |                  |             |                     |
| 26 | 17         | «Личность» «Identity»                           | Майкл Гроссман    | Кристофер Мёрфи                  | 13 марта 2012    | 213         | 7,46                |
| После автомобильной аварии в больницу попадают две девушки — Кэрри Грейсон и Донна Уирли. Донна умерла, а Кэрри находится в тяжёлом состоянии. В больнице родители девочек начинают драться, и Меган пытается их разнять. При осмотре тела выясняется, что в девушек кто-то стрелял, когда они ехали в машине. |            |                                                 |                   |                                  |                  |             |                     |
| 27 | 18         | «Зараза (часть 1)» «Going Viral Part 1»         | Алекс Закржевский | Мэттью В. Льюис и Лоуренс Каплоу | 27 марта 2012    | 214         | 9,72                |
| От неизвестной болезни начинают умирать люди. Первой зафиксированной жертвой стала Дэни Альварес. После седьмой жертвы объявлена эпидемия. В попытках определить причину смерти команда судмедэкспертов сотрудничает с командой эпидемиологов. В это время в сети появляется видеоролик, в котором террорист объявляет, что заражение было специальным. Попытки определить вирус не увенчались успехом, а люди продолжают умирать. В числе заражённых вирусом — Кейт Мёрфи. |            |                                                 |                   |                                  |                  |             |                     |
| 28 | 19         | «Зараза (часть 2)» «Going Viral Part 2»         | Том Верика        | Дайан Адему-Джон                 | 3 апреля 2012    | 215         | 10,51               |
| Люди продолжают умирать в течение 72 часов, однако один из первых заразившихся жив уже 4 дня. Это позволяет выяснить, где он заразился, и определить вирус. На нём же была испытана экспериментальная вакцина. Подробное выяснение мест, где все жертвы находились в течение 2 дней до госпитализации, помогает определить точки распространения вируса и в итоге опознать террориста. |            |                                                 |                   |                                  |                  |             |                     |
| 29 | 20         | «Игры ума» «Mind Games»                         | Дэвид Соломон     | Caren Rubenstone                 | 10 апреля 2012   | 216         | 10,05               |
| Когда причина смерти кажется слишком знакомой, Меган вынуждена столкнуться с серийным убийцей, которого когда-то засадила в тюрьму. |            |                                                 |                   |                                  |                  |             |                     |

### Сезон 3 (2013)
| № общий | № в сезоне | Название                                     | Режиссёр          | Автор сценария   | Дата премьеры   | Произв. код | Зрители в США (млн) |
| --- | ---------- | -------------------------------------------- | ----------------- | ---------------- | --------------- | ----------- | ------------------- |
| 30 | 1          | «Похищение (часть 1)» «Abducted, Part 1»     | Майкл В. Уоткинс  | Кристофер Мёрфи  | 19 февраля 2013 | 301         | 6,75                |
| Несколько месяцев спустя после смерти Питера Меган возвращается к работе. Вернувшись, она удивлена человеку из её прошлого — Томми Салливану (Марк Вэлли), новому детективу, который был назначен работать вместе с ней! Меган, вместе с Томми и его новоиспечённым партнёром Адамом Шаффером (Элиес Габел, «Игра престолов»), должны остановить серийного убийцу, жертвами которого становятся молодые военнослужащие.                                                                       |            |                                              |                   |                  |                 |             |                     |
| 31 | 2          | «Похищение (часть 2)» «Abducted, Part 2»     | Ральф Хемекер     | Ивэн Кац         | 26 февраля 2013 | 302         | 6,37                |
| Меган узнаёт, почему серийный убийца убивает ветеранов войны и теперь он один из главных подозреваемых по этому делу. Но убийца похитил дочь Меган и теперь, когда Меган раскрыла дело, она не может дать ответы на свои вопросы полиции, а жизнь Лейси висит на волоске. В то же время Кейт попадает под огонь с окружным прокурором Дэном Расселом. |            |                                              |                   |                  |                 |             |                     |
| 32 | 3          | «Погибшие души» «Lost Souls»                 | Дэвид Фон Энкен   | Аллен МакДональд | 5 марта 2013    | 305         | 6,59                |
| Меган и Томми расследуют убийство, которое на первый взгляд связано с жестоким обращением с детьми. Но родители девушки, Калеб и Лора Бэнкс, утверждают, что их дочь была одержима и убита дьяволом. Команда должна попытаться отделить факты от вымысла, когда мать жертвы просит Меган помочь остановить проклятие, которое может случиться с её второй дочерью… |            |                                              |                   |                  |                 |             |                     |
| 33 | 4          | «Мафиозная ментальность» «Mob Mentality»     | Кристин Мур       | Алекси Хоули     | 12 марта 2013   | 304         | 6,60                |
| Когда сын Нью-Йоркского главаря мафии найден мёртвым в переулке, Меган, Томми и Адам начинают расследование. Мафиози угрожает, что он узнает и найдёт того, кто убил его сына, и тот не доживет до рассвета следующего дня. Первый подозреваемый по этому делу был убит во время перевозки. Меган и её команда должны что-то предпринять до совершения ещё одного убийства. |            |                                              |                   |                  |                 |             |                     |
| 34 | 5          | «Око за око» «Eye for an Eye»                | Алекс Закржевский | Кори Д. Миллер   | 19 марта 2013   | 307         | 8,42                |
| Один за другим в Филадельфии умирают люди, которые в своё время были осуждены за убийства. Что это? Стечение обстоятельств или месть за отнятые жизни своих близких? |            |                                              |                   |                  |                 |             |                     |
| 35 | 6          | «Падший ангел» «Fallen Angel»                | Кристин Мур       | Дайан Адему-Джон | 26 марта 2013   | 306         | 9,59                |
| Молодая девушка найдена застреленной, при этом она была беременна, и кто-то посмертно вынул ребёнка. Кейт находится в ночь убийства на приёме, где устанавливает связи с губернатором и не только… |            |                                              |                   |                  |                 |             |                     |
| 36 | 7          | «Кожа и кости» «Skin and Bones»              | Майкл Гроссман    | Алекси Хоули     | 2 апреля 2013   | 308         | 8,56                |
| Опасный вирус бешенства накрывает Филадельфию. Меган и её коллегам предстоит выяснить, что же явилось причиной заражения людей этой страшной болезнью. А тем временем в Филадельфии появился маньяк, который нападает на молодых людей и продаёт их органы… Связаны эти события или нет — предстоит узнать команде доктора Хант. |            |                                              |                   |                  |                 |             |                     |
| 37 | 8          | «Сомневаясь в Томми» «Doubting Tommy»        | Алекс Закржевский | Мэттью В. Льюис  | 9 апреля 2013   | 309         | 8,98                |
| Молодая девушка найдена мёртвой. Когда Меган приезжает на место преступления, она находит Томми всего в крови. Улики также указывают на Томми, но тот утверждает, что не может вспомнить, что было прошлой ночью. Меган сомневается в причастности Томми, ведь она единственный друг, который есть у него в этой ситуации. И она должна отложить все сомнения в сторону и попытаться доказать его невиновность…                                                                               |            |                                              |                   |                  |                 |             |                     |
| 38 | 9          | «Фокус с исчезновением» «Disappearing Act»   | Сэм Хилл          | Кристофер Мёрфи  | 16 апреля 2013  | 310         | 8,94                |
| Богатый менеджер инвестиционного фонда Джерри Робертс предстанет перед судом за кражу миллиарда долларов у своих инвесторов. Но после того, как он покидает здание суда, его похищают, хотя Томми и Адам были приставлены к нему в охранники. А Меган всё ближе к раскрытию правды об отце… |            |                                              |                   |                  |                 |             |                     |
| 39 | 10         | «В психбольнице» «Committed»                 | Эрик Ланёвилль    | Аллен МакДональд | 23 апреля 2013  | 311         | 9,35                |
| Девушка, больная шизофренией, найдена убитой в психиатрической больнице. Когда Меган и Томми допрашивают молодую пациентку по имени Дарби, которая кажется весьма здравомыслящей, она говорит им, что видела убийцу и что он хотел убить её, а не жертву… |            |                                              |                   |                  |                 |             |                     |
| 40 | 11         | «Город во тьме» «Dark City»                  | Джон Терлески     | Дайан Адему-Джон | 7 мая 2013      | 312         | 8,24                |
| Когда в Филадельфии из-за стрельбы во время полёта разбивается самолет, вся команда, включающая Меган, Кейт, Томми, Адама, Кертиса, Итана, Райли и Стеффорда, должна перейти в экстренный режим работы. После падения повреждены основные электросистемы города, и Меган должна проводить вскрытия жертв при постоянных перебоях с электричеством, да ещё и одно тело бесследно исчезает. Между тем Томми и Райли, пытаясь провести расследование, попадают в серьёзную автомобильную аварию. |            |                                              |                   |                  |                 |             |                     |
| 41 | 12         | «Побег» «Breakout»                           | Милан Чейлов      | Кристал Хотон    | 14 мая 2013     | 303         | 8,60                |
| Из тюрьмы сбегает опасный преступник, который 4 года назад был обвинён в жестоком убийстве жены крупного чиновника в Филадельфии. Один за другим умирают свидетели, которые давали против него показания. Выясняется, что обвинителем по его делу была Меган Хант… И теперь Меган предстоит доказать, что парень, который отсидел 4 года, был ошибочно осуждён и в том числе по её вине попал в тюрьму.                                                                                       |            |                                              |                   |                  |                 |             |                     |
| 42 | 13         | «Проблемы, связанные с папой» «Daddy Issues» | Джон Терлески     | Кори Д. Миллер   | 28 мая 2013     | 313         | 7,64                |
| Меган Хант получила одобрение на эксгумацию своего отца Дэвида. Но из могилы она извлекает лишь пустой гроб: кто-то похитил тело сразу после похорон. Подозревая неладное, Меган и Томми всё глубже зарываются в это дело, но чем ближе они к разгадке, тем больше ключевых улик пропадает. Тем временем Меган преследует старый знакомый, «мститель» доктор Трент Марш, а Кейт, Кертис и Итан занимаются телом, которому удалили лицо и обе руки с явной целью усложнить опознание…          |            |                                              |                   |                  |                 |             |                     |

## Список вебизодов

### Вспышка
| № в сезоне | Название                     | Режиссёр | Автор сценария | Дата премьеры |
| ---------- | ---------------------------- | -------- | -------------- | ------------- |
| 1          | «Часть 1» «Outbreak: Part 1» | TBA      | Кори Миллер    | 27 марта 2012 |
| 2          | «Часть 2» «Outbreak: Part 2» | TBA      | Кори Миллер    | 28 марта 2012 |
| 3          | «Часть 3» «Outbreak: Part 3» | TBA      | Кори Миллер    | 29 марта 2012 |
| 4          | «Часть 4» «Outbreak: Part 4» | TBA      | Кори Миллер    | 2 апреля 2012 |
| 5          | «Часть 5» «Outbreak: Part 5» | TBA      | Кори Миллер    | 3 апреля 2012 |

## Рейтинги в США

### Сезон 1
| #      | Эпизод            | Дата выхода    | Бытовой рейтинг | Доля | 18-49 демо рейтинг | Зрители (миллионы) | Недельный ранг | Примечания |
| ------ | ----------------- | -------------- | --------------- | ---- | ------------------ | ------------------ | -------------- | ---------- |
| 1 1-01 | Pilot             | March 29, 2011 | 8.9             | 8    | 3.1                | 13.94              | #9             | [ 46 ]     |
| 2 1-02 | Letting Go        | April 3, 2011  | 5.4             | 5    | 2.0                | 8.49               | #28            | [ 5 ]      |
| 3 1-03 | Helping Hand      | April 5, 2011  | 7.3             | 6    | 2.4                | 11.15              | #16            | [ 6 ]      |
| 4 1-04 | Talking Heads     | April 12, 2011 | 7.4             | 6    | 2.5                | 11.06              | #11            | [ 7 ]      |
| 5 1-05 | Dead Man Walking  | April 19, 2011 | 7.4             | 6    | 2.4                | 11.37              | #7             | [ 8 ]      |
| 6 1-06 | Society Hill      | April 26, 2011 | 7.9             | 5    | 2.2                | 11.86              | #7             | [ 47 ]     |
| 7 1-07 | All In the Family | May 3, 2011    | 6.9             | 5    | 2.0                | 10.20              | #18            | [ 10 ]     |
| 8 1-08 | Buried Secrets    | May 10, 2011   | 6.7             | 5    | 2.1                | 10.11              | #24            | [ 48 ]     |
| 9 1-09 | Broken Home       | May 17, 2011   | 7.0             | 5    | 2.1                | 10.33              | #17            | [ 49 ]     |

### Сезон 2
| #       | Эпизод            | Дата выхода        | Бытовой рейтинг | Доля | 18-49 демо рейтинг | Зрители (миллионы) | Недельный ранг | Примечания |
| ------- | ----------------- | ------------------ | --------------- | ---- | ------------------ | ------------------ | -------------- | ---------- |
| 10 2-01 | Love Thy Neighbor | September 20, 2011 | 6.9             | 12   | 2.2                | 9.65               | #34            | [ 50 ]     |
| 11 2-02 | Hunting Party     | September 27, 2011 | 6.3             | 10   | 1.8                | 9.19               | #36            | [ 51 ]     |
| 12 2-03 | Missing           | October 4, 2011    | 6.8             | 11   | 2.0                | 9.95               | #28            | [ 52 ]     |
| 13 2-04 | Lazarus Man       | October 11, 2011   | 6.3             | 10   | 1.8                | 9.00               | #33            | [ 53 ]     |
| 14 2-05 | Point of Origin   | October 18, 2011   | 6.3             | 10   | 1.9                | 9.50               | #35            | TBA        |
| 15 2-06 | Second Chances    | October 25, 2011   | 6.5             | 11   | 1.8                | 9.43               | #35            | [ 18 ]     |
| 16 2-07 | Hard Knocks       | November 1, 2011   | 6.9             | 11   | 1.9                | 9.90               | #30            | TBA        |
| 17 2-08 | Love Bites        | November 15, 2011  | 6.7             | 11   | 2.0                | 9.76               | #29            | [ 54 ]     |
| 18 2-09 | Gross Anatomy     | November 29, 2011  | 6.2             | 10   | 1.8                | 9.49               | #23            | TBA        |
| 19 2-10 | Your Number’s Up  | December 6, 2011   | 5.0             | 8    | 1.5                | 7.23               | #36            | TBA        |